# ۱۱۷۴ (خورشیدی)
۱۱۷۴ هزار و صد و هفتاد و چهارمین سال هجری خورشیدی است.